# 青野藩
青野藩（あおのはん）は、美濃国不破郡青野（現在の岐阜県大垣市青野町）を居所として、江戸時代前期にごく短期間存在した藩。1682年、当地の領主であった稲葉正休が若年寄に就任し、加増を受けて大名に列した。しかしその2年後の1684年、正休は大老堀田正俊殺害事件を起こし、自らも殺害されたために廃藩となった。

## 歴史
稲葉正休は、稲葉正成の孫にあたる人物で、父は稲葉正吉（正成の十男）である。「青野藩」は2年で消滅した短命の藩であるが、正吉の兄にあたる大身旗本・稲葉正次（正成の二男）に与えられた知行地（青野領）をもとに成立しており、青野村は青野藩の廃藩まで、稲葉家によって3代70年近くにわたり知行された。

### 前史
元和4年（1618年）、稲葉正次が召し出されて徳川秀忠に仕えた際、「美濃国青野において」5000石を与えられた。この5000石の領地は、美濃国西部に位置する不破郡青野周辺のほか、美濃国中部の加茂郡にも分散して所在していた（#領地節参照）。
寛永5年（1628年）5月、正次は38歳で死去した。嗣子の正能は幼少（3歳）であったため、正成の要望によって、正次の異母弟の稲葉正吉（11歳）が青野領5000石を継ぐこととなった。正吉はのちに書院番頭となるが、駿府在番中の明暦2年（1656年）7月に家臣らによって殺害されている。
明暦2年（1656年）12月、稲葉正休が家を相続することが認められた。正休は小姓組番頭・書院番頭を歴任して近習（側衆）に進み、天和元年（1681年）7月に2000石を加増された。

### 立藩から廃藩まで
天和2年（1682年）3月、正休は若年寄に就任した。同年8月、5000石を加増されて、合計1万2000石を領する大名となった。これにより、青野藩が立藩されたと見なされる。
貞享元年（1684年）8月28日、正休は江戸城内で大老堀田正俊を刺殺し、居合わせた老中大久保忠朝らによって正休も殺害された。これによって稲葉家は絶家、青野藩は廃藩となった。
青野藩の廃藩後、青野村は幕府領となり、明和7年（1770年）以後は大垣藩の預かり地となった。

## 歴代藩主
1万2000石。譜代。
1. 正休

## 領地

### 領地の分布
『不破郡史』（1926年）が引く「元和年中一国帳」によれば、元和4年（1618年）に稲葉正次が初めて5000石を与えられた際の領地は、加茂郡6か村約1650石（深萱村・下古井村（一部）・水戸野村・西田原村・和泉村・小原村（一部））、不破郡6か村約3350石（府中村・新井村・大谷村（青墓村）・青野村・野上村・笠毛村）であった。
『不破郡史』は、稲葉正休が加増された7000石の領地の所在は不明であるとしている。

### 不破郡
青野村には美濃国分寺が所在し、村内を中山道が通過している（垂井宿 - 赤坂宿間）。青野周辺は古代以来の要地で、美濃国府（現在の不破郡垂井町府中）や、東山道青墓宿（青野町の北隣に青墓町の地名が残る）が置かれ、一帯は「青野原」と呼ばれた（南北朝時代の青野原の戦いの舞台として知られる）。
稲葉家の屋敷（陣屋）跡は、「本丸」という小字名とともに伝えられた。大正末年の『不破郡史』編纂時点において、屋敷の周囲に巡らせていた堀が残っており、「俗名稲葉石見守塔」などと記された石塔が立てられていた（石塔は現存）。1981年には青野町自治会によって「稲葉石見守正休公屋敷跡」の碑が建てられた。
青墓の円興寺は「青野城主」稲葉氏の菩提寺であったという。また、稲葉正吉の兄の増周という僧侶が寛文3年（1663年）に青野に来住し、解脱寺という寺（真言宗）を創建した。ただしその後、解脱寺は廃寺となっている。青野の教覚寺（真宗大谷派）は稲葉正吉が再建に助力したという寺で、領主であった稲葉氏の位牌が安置されているほか、稲葉一族（正吉・正則・正休）が解脱寺の増周に送った書簡が伝えられており、教覚寺門前には「稲葉石見守正休公碑」がある。
稲葉正休は、領地の村々の農業に関心を寄せ、溜池などの水利施設を設けて、勧農に努めた領主であったと伝えられる。昼飯池（大垣市昼飯町）は当時つくられた溜池の一つとされ、現代も農業水利施設として利用されている。
堀田正俊殺害事件の「真相」は不明であるが、世間の同情は正休に向けられたといい、「正休は天下のため、自らの命と1万2000石を賭して、専横のふるまいを見せる正俊を討った」とする理解がある。「稲葉石見守正休公屋敷跡」の碑文はその理解に基づいて遺徳を偲ぶものとなっている、教覚寺門前の「稲葉石見守正休公碑」の碑文も、事件について同種の理解を記しているが、正休を善政を布いて領民にも慕われた名君として顕彰している。
大垣市にある稲葉北・稲葉東・稲葉西という町名（稲葉団地が所在する）は、青野町・榎戸町・矢道町の各一部を編成して1975年（昭和50年）に設定されたものであるが、町名は稲葉正休の屋敷が付近にあったことにちなんで名づけられたものである。

### 加茂郡
加茂郡深萱村（現在の岐阜県加茂郡坂祝町深萱）は、稲葉家の領地であった。寛文3年（1663年）、正休は深萱村に凉樹院（臨済宗妙心寺派）を創建した。父の正吉の菩提を弔うため、同寺に山林や新田を寺領とする寄進状が残されている（坂祝町指定文化財）。また、深萱の十二社神社は延宝9年（1681年）に造営されたが、願主として稲葉正休が名を記した棟札がある。青野藩の廃藩により深萱村も収公され、幕府領と旗本領に分割された。